# Алекберов, Темур Садраддинович
Темур Садраддинович Алекберов (22 сентября 1969, Гудаута, Абхазская АССР) — советский и российский футболист и игрок в мини-футбол, после завершения игровой карьеры — мини-футбольный тренер.

## Биография
В начале карьеры играл на позиции защитника в волгодонском «Атоммаше», дубле харьковского «Металлиста» и киевском СКА. В 1990 году перешёл в СКА Ростов-на-Дону, где провёл три сезона, сыграв 112 матчей и забив 16 голов.
После этого принял решение перейти в мини-футбол. Поиграв в разных ростовских клубах, в 1993 году перешёл в московскую «Дину». В её составе он стал семикратным чемпионом России и пятикратным обладателем кубка, трёхкратным победителем турнира европейских чемпионов и обладателем Межконтинентального кубка. В сезоне 1996—97 признавался лучшим игроком в мини-футбол России, а в сезонах 1994/95, 1995/96, 1996/97 и 1997/98 — лучшим защитником. После «Дины» играл в «ТТГ-Яве» и «Норильском никеле», а в 2006 году завершил игровую карьеру.
Вместе со сборной России по мини-футболу стал чемпионом Европы 1999 года. Дважды становился призёром европейского первенства, а в 1996 году участвовал в завоевании россиянами бронзы чемпионата мира.
В 2006 году перешёл на тренерскую работу. Возглавив «Тюмень», он дважды улучшил наивысший результат клуба в чемпионатах России, заняв в сезонах 2006/07 и 2007/08 шестое и четвёртое место соответственно. В июне 2008 года возглавил клуб щёлковский «Спартак-Щёлково», а сезоном спустя — новосибирский «Сибиряк».
С 4 августа по 20 декабря 2017 — главный тренер «Дины». С января по 18 мая 2018 — главный тренер «Ухты». В сезоне 2018/19 — главный тренер «Газпрома-Югры». Со 2 сентября 2019 — главный тренер женского мини-футбольного клуба «Норманочка». С 3 ноября 2021 года — главный тренер клуба ЛКС.

## Достижения
Игровая карьера
- Чемпион Европы по мини-футболу 1999
- Серебряный призёр чемпионата Европы по мини-футболу 1996
- Бронзовый призёр чемпионата Европы по мини-футболу 2001
- Бронзовый призёр чемпионата мира по мини-футболу 1996
- Победитель студенческого чемпионата мира по мини-футболу 1994
- Чемпион России по мини-футболу (7): 1993/94, 1994/95, 1995/96, 1996/97, 1997/98, 1998/99, 1999/2000
- Обладатель кубка России по мини-футболу (5): 1995, 1996, 1997, 1998, 1999
- Турнир Европейских Чемпионов по мини-футболу (3): 1995, 1997, 1999
- Межконтинентальный Кубок по мини-футболу 1997
- Обладатель Кубка Высшей Лиги: 1995

Личные:
- Лучший игрок чемпионата России 1996/97
- Лучший защитник чемпионата России (4): 1994/95, 1995/96, 1996/97, 1997/98
- Тренер сезона (по версии СМИ) (2): 2015/16, 2016/17